# Roy A. Rappaport
Pour les articles homonymes, voir Rappaport.
Roy A. Rappaport (1926–1997) est un éminent anthropologue américain connu pour ses contributions à l'étude anthropologique des rituels et à l'ethnobiologie (ou l'anthropologie écologique).